# タトラT1
タトラT1は、かつてチェコスロバキア（現：チェコ）のプラハに存在したタトラ国営会社スミーホフ工場（→ČKDタトラ）が製造した路面電車車両。アメリカ合衆国で開発された高性能路面電車「PCCカー」の技術をライセンス契約により導入した車両で、後にタトラカーと呼ばれる路面電車車両の最初の形式となった。製造当初は「TI」という形式表記であった。

## 開発までの経緯
第二次世界大戦の終戦後、復興が進むチェコスロバキアの各都市では、路面電車を含む公共交通機関の爆発的な需要の増加が大きな課題となっていた。長年に渡りこれらの都市で使用されていた路面電車車両の多くは小型の2軸車で、大量の乗客を捌くには輸送量があまりにも不足していた。そのような事態を迎えた中、プラハに鉄道車両工場（スミーホフ工場）を有していたタトラ国営会社スミーホフ工場（→ČKDタトラ）が戦前から注目していたのは、アメリカ合衆国で開発され、大きな成功を収めていた高性能路面電車のPCCカーであった。
騒音や振動を抑えた弾性車輪や直角カルダン駆動方式、スムーズな加減速を可能とした多段制御など、多数の最新技術を取り入れたPCCカーは1936年から数千両もの大量生産が行われ、各地の都市で好評を博していた。この生産においては、PCCカーに関する技術を有するTRC社（Transit Research Corporation）が各地の企業とライセンス契約を結び、技術提供や開発指導を行うと言う方法を用いており、既にアメリカやカナダの複数の鉄道車両メーカーが製造を実施していた。タトラ国営会社も終戦直後からTRC社との交渉を重ね、1947年に数量や仕様地域などの制限を緩めたライセンス契約が成立した。そして、この獲得した技術を基に開発が行われ、1951年に最初の車両が完成したのが、後にタトラカーと呼ばれる事となるスミーホフ工場製高性能路面電車の第一弾、タトラT1である。

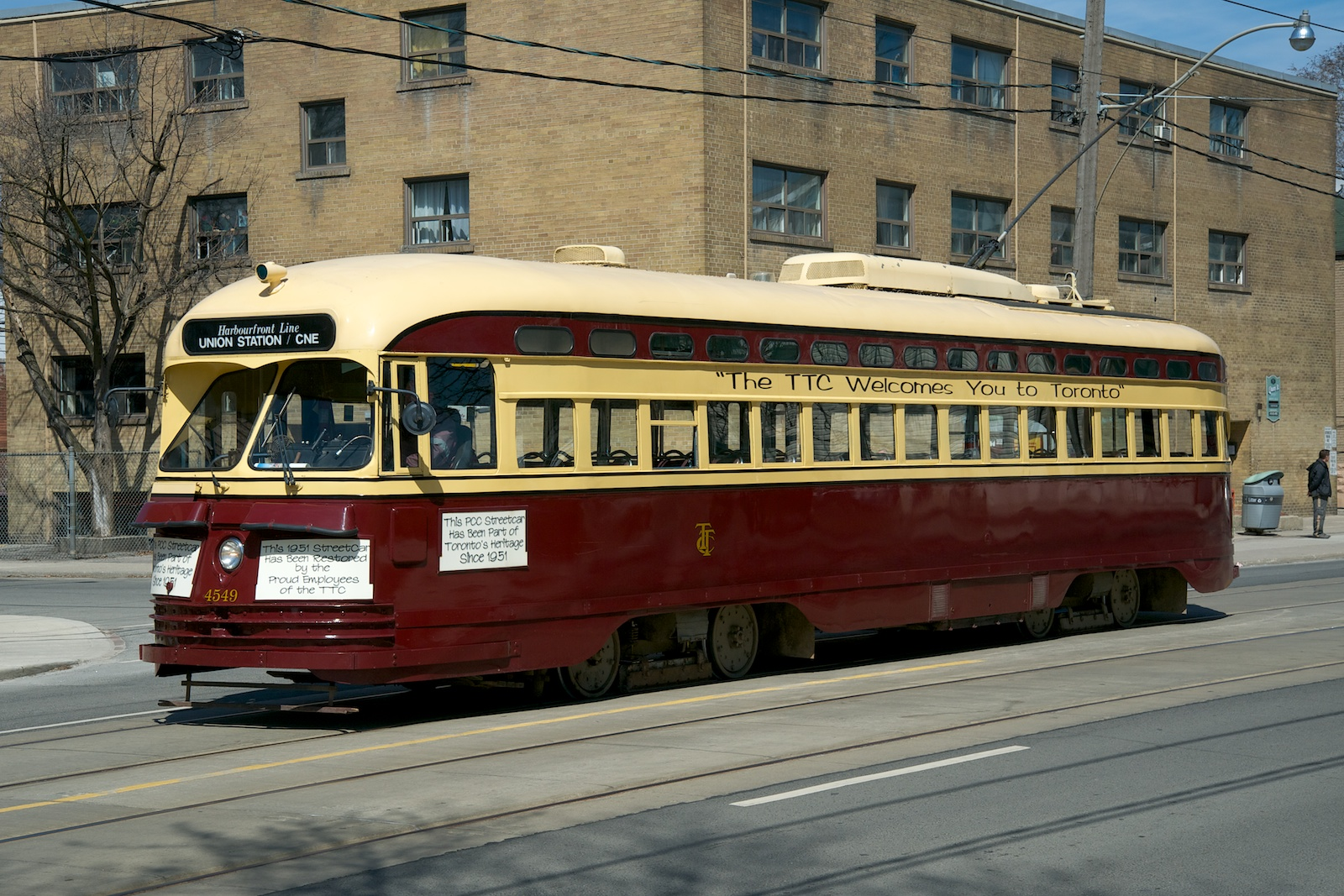
タトラT1の元となったアメリカの路面電車車両・PCCカー

## 構造
TRC社とのライセンス契約によって開発されたT1の台車や主要機器は、PCCカーの技術に基づく構造が採用された。
台車はインサイドフレーム式で、開発元のアメリカにおいて「B-3形」と呼ばれるものを用いた他、防振ゴムを間に挟んだ弾性車輪を使う事で走行時の騒音や振動を抑えた。主電動機（40 kw）は各台車に2基設置され、自在継手やまがりばかさ歯車（ハイポイドギア）を介して車軸に動力が伝えられた（直角カルダン駆動方式）。制御装置は抵抗制御方式で、多数の抵抗器のタップを円形に配置し、回転式の接触器によって抵抗の増減を行う「加速器（アクセラレータ）」とも呼ばれる構造が用いられ、運転士が足踏みペダルによって行う速度制御についても、自動的に進段ノッチが切り替えられる間接自動制御が導入された。
制動装置には常用の発電ブレーキ、非常用の電磁吸着ブレーキに加え、停車直前に用いる電気式ドラムブレーキが用いられた。他にも条項扉やワイパーの可動も電気式であり、アメリカのPCCカーにおいて戦後の標準仕様であった「オール・エレクトリック（All-Electric）」とも呼ばれる全電気式の構造が導入された。
一方で車体設計にはインダストリアルデザイナーのフランティシェク・カルダウスが手掛けた、PCCカーとは大きく異なる片運転台の流線形デザインが採用された。車内の座席配置も多くの都市ではロングシートが用いられ後方には座席が無かった他、1両での運用を前提としていたため製造当初は連結器が搭載されていなかった。ただしオストラヴァ（オストラヴァ市電）に向けて導入された車両に関しては仕様が異なり座席が進行方向を向いたクロスシートだった他、製造当初から連結器が設置されていた。集電装置もプラハ（プラハ市電）を始めとする多くの都市がポールだった一方、オストラヴァ向けの車両は菱形パンタグラフが使用されていた。

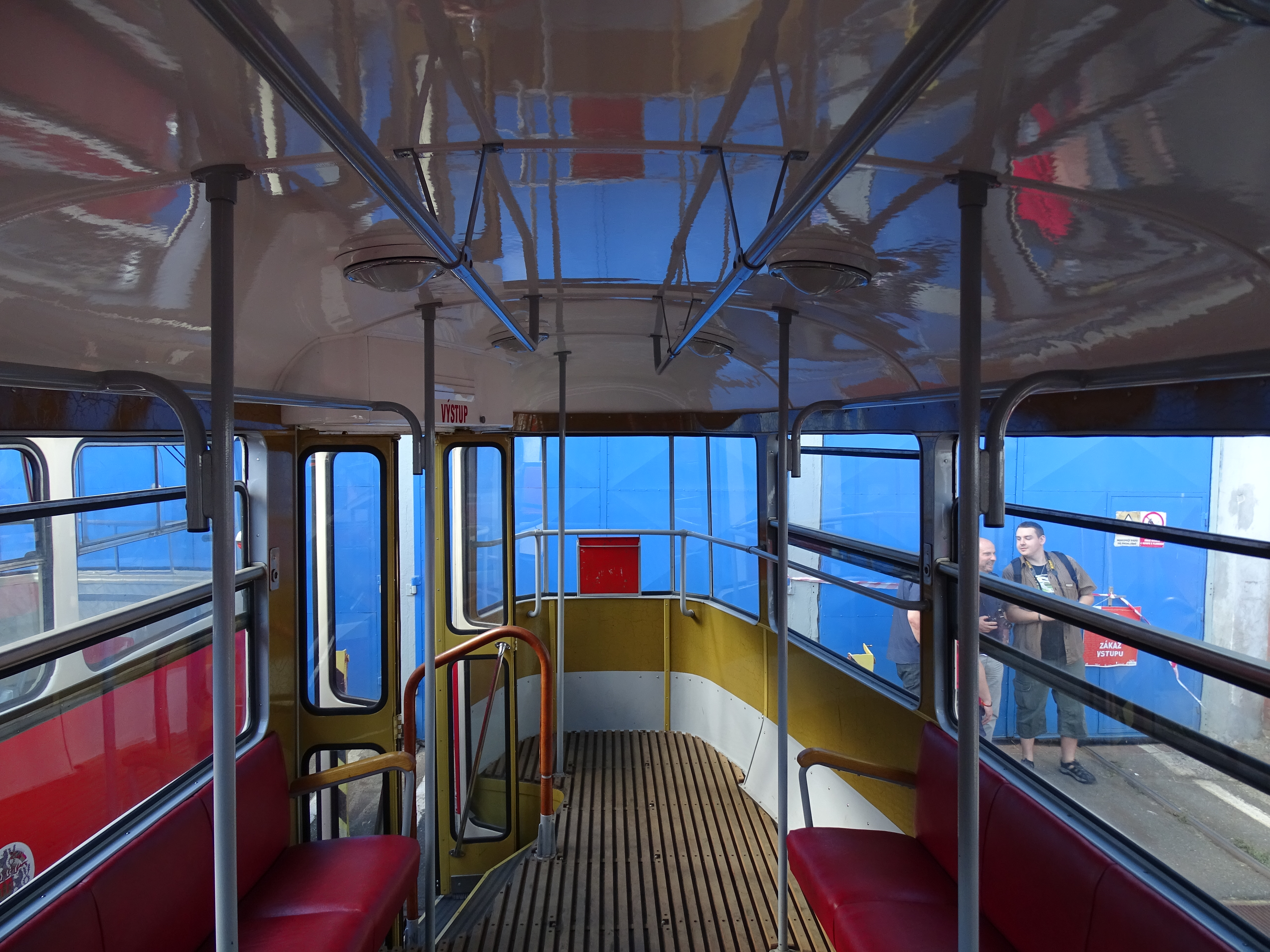
車内（チェコ：プラハ）
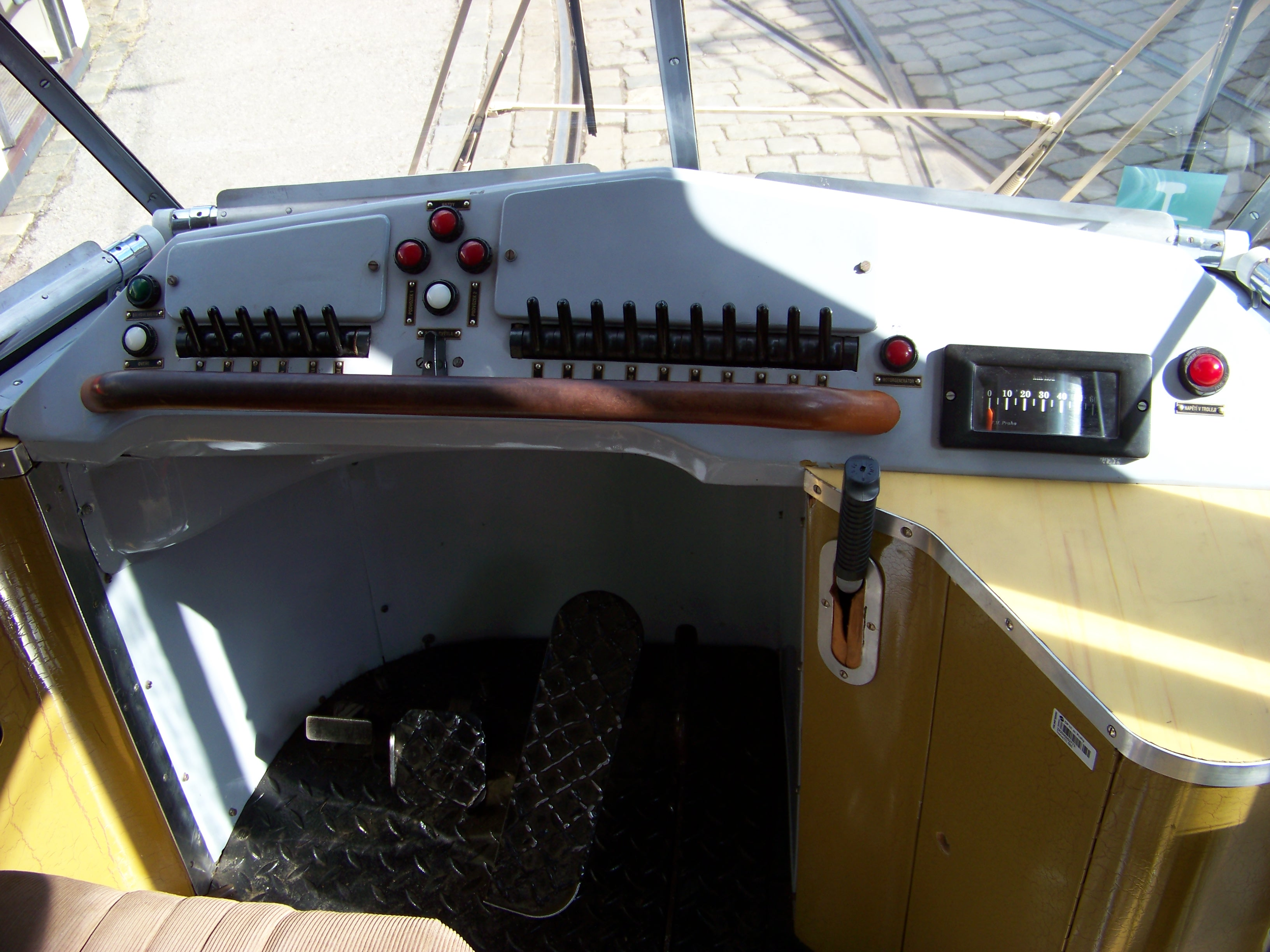
運転台（チェコ：プラハ）
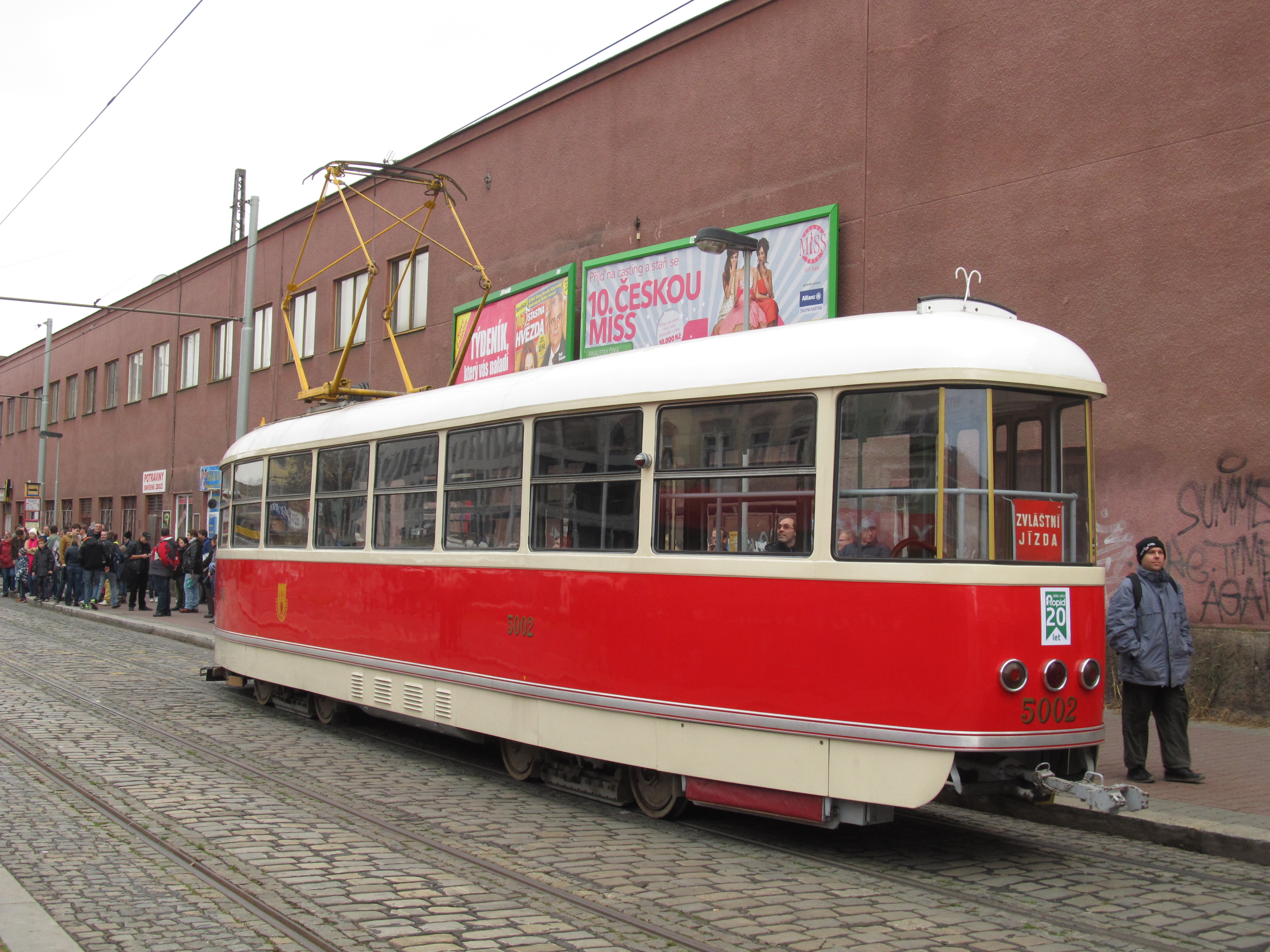
後方には運転台がなく、左側面にも乗降扉が設置されていなかった（チェコ：プラハ）

## 運用

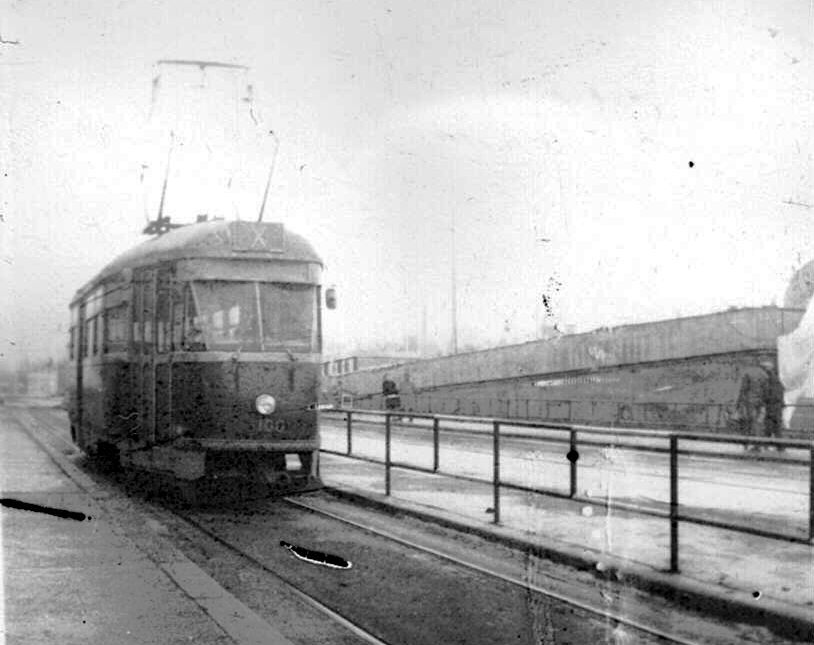
営業運転時のタトラT1（チェコ：プラハ、1980年代初頭撮影）

1951年に2両の試作車が製造され、11月22日からプラハ市電で試験を兼ねた営業運転を開始した。その間に発生した技術上の問題の改善を経て、量産車の製造は翌1952年から始まり、1958年までに287両が作られた。多くはチェコスロバキア（現：チェコ、スロバキア）各都市に導入されたが、一部はソビエト連邦（現：ロシア連邦）のロストフ・ナ・ドヌ（ロストフ・ナ・ドヌ市電）やポーランドのワルシャワ（ワルシャワ市電）向けに製造された。ただし後者はタトラT1を介したPCCカーの技術獲得を目的とした発注であり、量産は実施されなかった。
輸送量が逼迫していた多くの都市でタトラT1は輸送量の増加に貢献し、集電装置の菱形パンタグラフへの交換を始めとした各種改造が行われた上で使用が続いた。だが、当時の修理工場の設備では最新鋭車両であるT1の維持が困難だったコシツェ（コシツェ市電）では1966年までに10両がオストラヴァ（オストラヴァ市電）に譲渡され、もう1両についても製造元のスミーホフ工場へ返却され付随車（タトラB3・B4）開発のための試験に用いられた。
その後、1970年代以降はT1の使用を継続した各地の都市でも老朽化による廃車が相次ぎ、最初の導入先となったプラハ市電では1983年、コシツェ市電からの譲渡車両も使用していたオストラヴァ市電では1986年までに引退した。最後までT1が現役を維持していた都市はプルゼニ（プルゼニ市電）で、1987年をもって営業運転を終了した。

## 導入都市一覧
タトラT1が導入された都市は以下の通りである。
| K2 導入都市一覧                   | K2 導入都市一覧                                    | K2 導入都市一覧 | K2 導入都市一覧 |
| 導入国                            | 都市                                               | 導入車両数      |                 |
| --------------------------------- | -------------------------------------------------- | --------------- | --------------- |
| チェコスロバキア (現：チェコ)     | プラハ (プラハ市電)                                | 133両           |                 |
| チェコスロバキア (現：チェコ)     | オストラヴァ (オストラヴァ市電)                    | 44両            |                 |
| チェコスロバキア (現：チェコ)     | モスト リトヴィーノフ (モスト・リトヴィーノフ市電) | 34両            |                 |
| チェコスロバキア (現：チェコ)     | プルゼニ (プルゼニ市電)                            | 33両            |                 |
| チェコスロバキア (現：チェコ)     | オロモウツ (オロモウツ市電)                        | 10両            |                 |
| チェコスロバキア (現：スロバキア) | コシツェ (コシツェ市電)                            | 11両            |                 |
| ソビエト連邦 (現：ロシア連邦)     | ロストフ・ナ・ドヌ (ロストフ・ナ・ドヌ市電)        | 20両            |                 |
| ポーランド                        | ワルシャワ (ワルシャワ市電)                        | 2両             |                 |

## 保存
2020年現在、タトラT1には以下の保存車両が存在する。
| 国         | 都市                            | 車両番号 | 解説・参考 |
| ---------- | ------------------------------- | -------- | --- |
| チェコ     | プラハ (プラハ市電)             | 5001     | 1951年製の最初の試作車、「タトラカー」第1号 廃車後はプラハ市電博物館で保存                                                                                   |
| チェコ     | プラハ (プラハ市電)             | 5002     | 1952年製の試作車 2020年現在は毎週日曜日に2号線で動態保存運転に使用                                                                                           |
| チェコ     | オストラヴァ (オストラヴァ市電) | 528      | 1957年製 1986年に営業運転終了後、登場当時の姿に復元され動態保存                                                                                              |
| チェコ     | プルゼニ (プルゼニ市電)         | 121      | 1956年製 1980年代に引退後、歴史的な車両として動態保存 |
| チェコ     | ブルノ                          | 5064     | 1955年製 元プラハ市電の車両で、廃車後にブルノ技術博物館へ譲渡                                                                                                |
| スロバキア | コシツェ (コシツェ市電)         | 203      | 1956年製 1983年に譲渡先のオストラヴァ市電から返還後は静態保存されていたがその後動態復元を実施 ただし連結器を始め一部の仕様はオストラヴァ市電時代のままである |

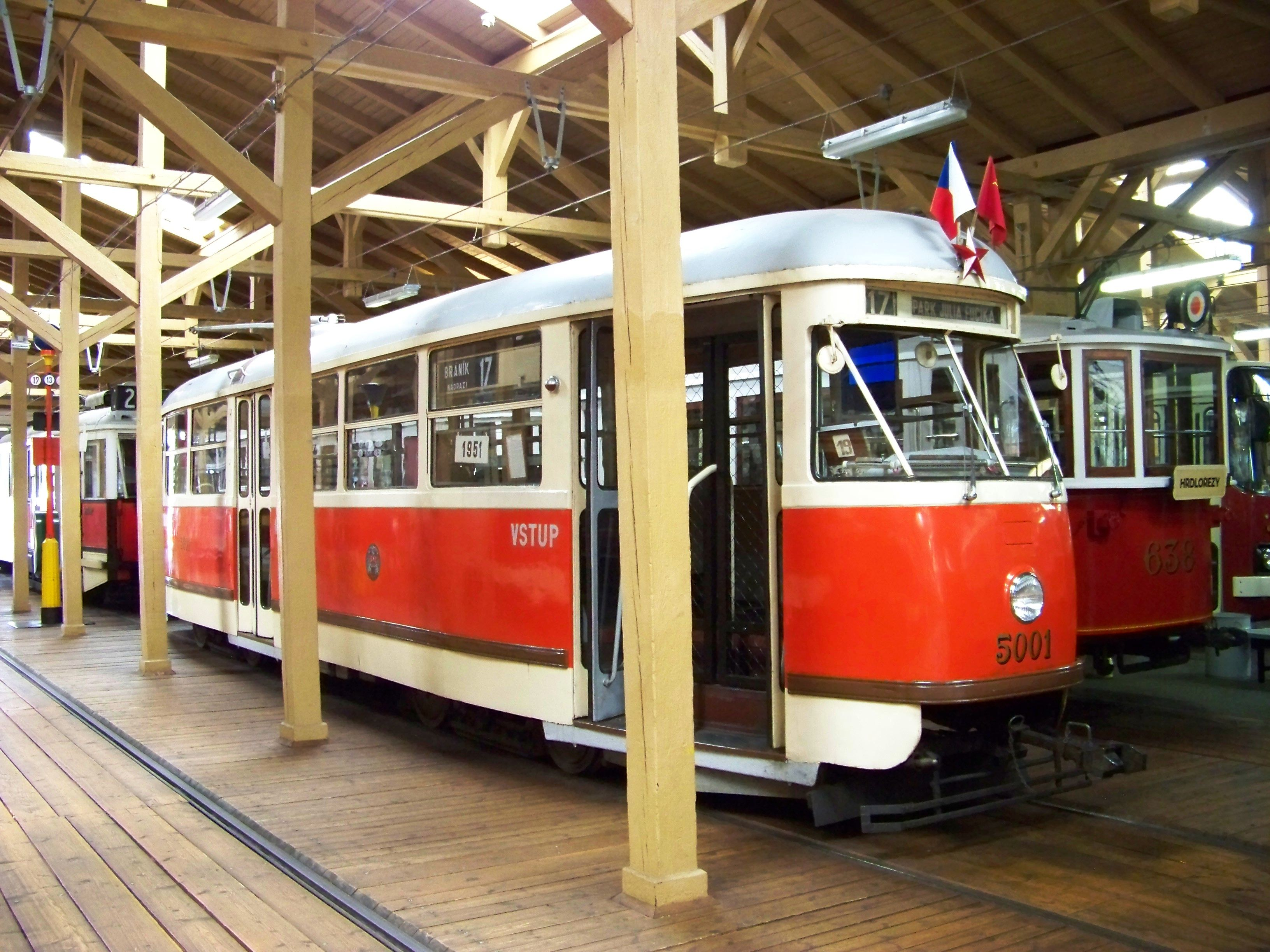
5001（チェコ：プラハ）
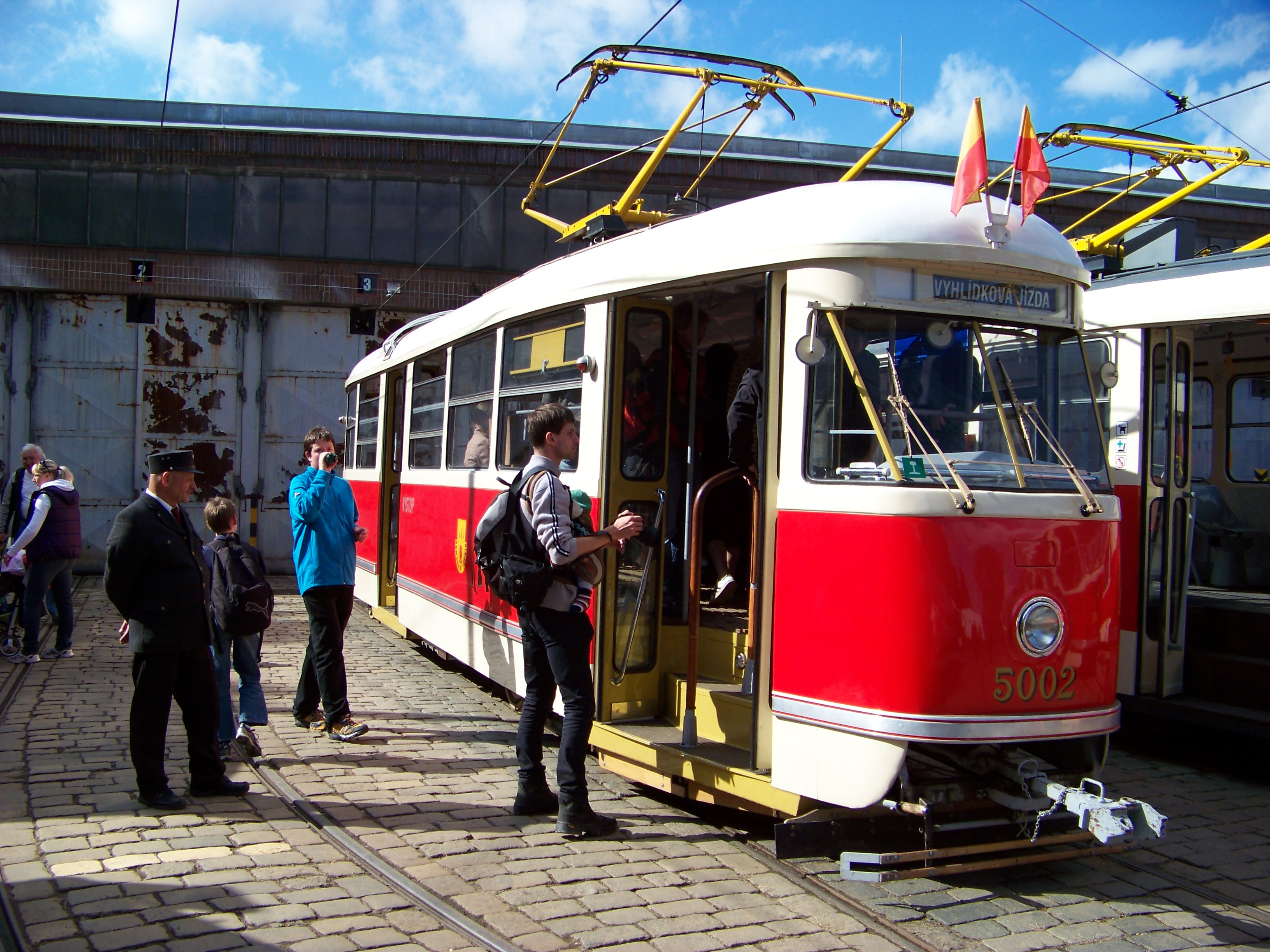
5002（チェコ：プラハ）
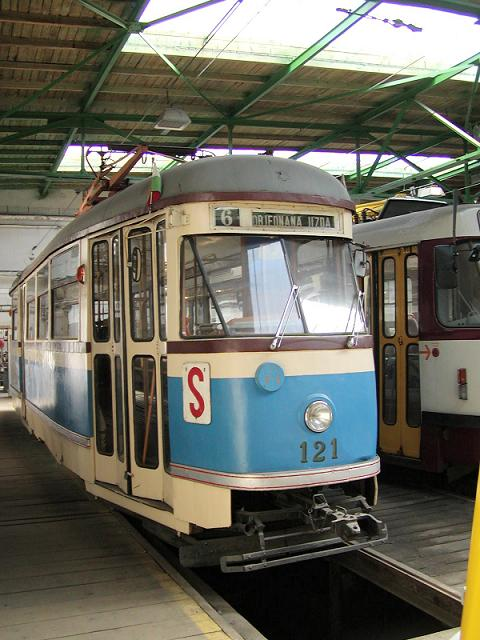
211（チェコ：プルゼニ）
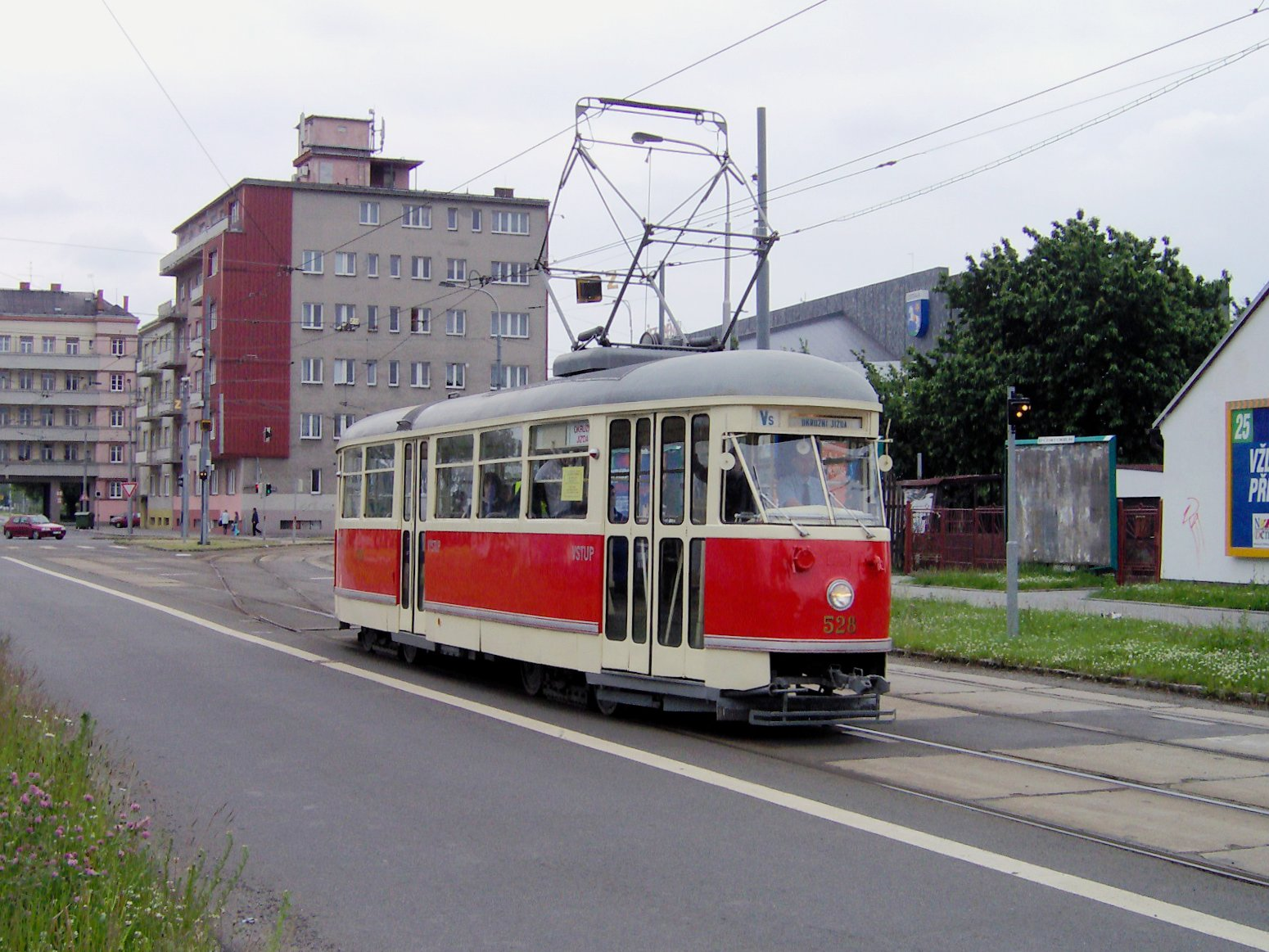
528（チェコ：オストラヴァ）
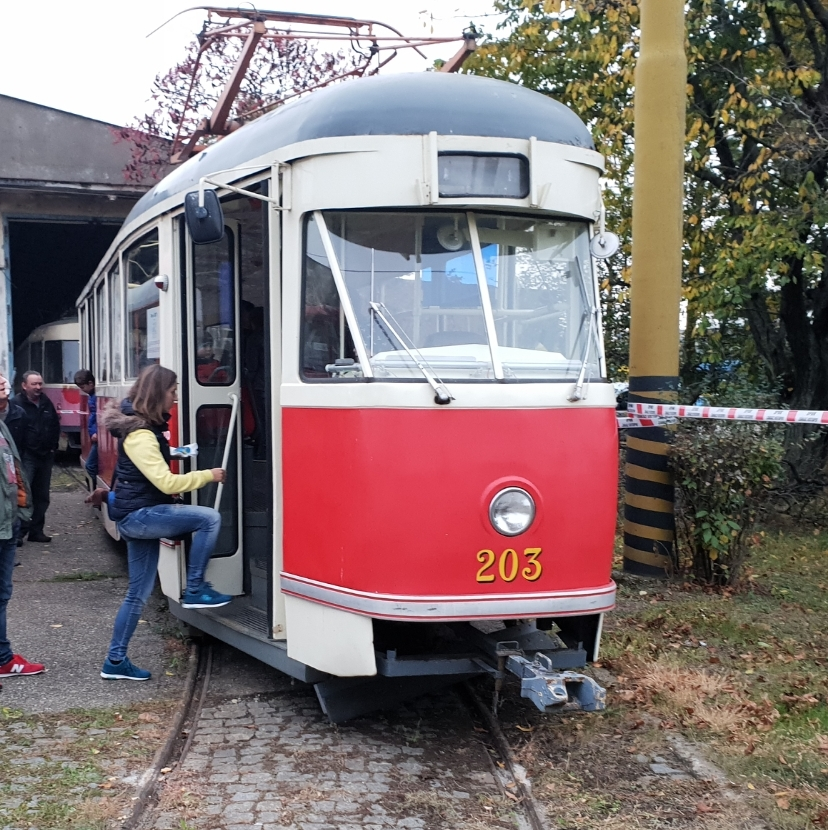
203（スロバキア：コシツェ）

## ライセンス料について
PCCカーのライセンス事業を展開していたTRC社は、世界各地の企業との契約の際に基本料金（1948年時点で10,000ドル）、1両あたり200ドルの追加料金を課していた。タトラ国営会社が製造していたタトラT1については287両分に相当する50,000ドルが支払われたが、改良型のタトラT2以降の車両についてはチェコスロバキアが東側諸国の一員となった影響もあり、支払いは一切行われていない。

## 関連項目

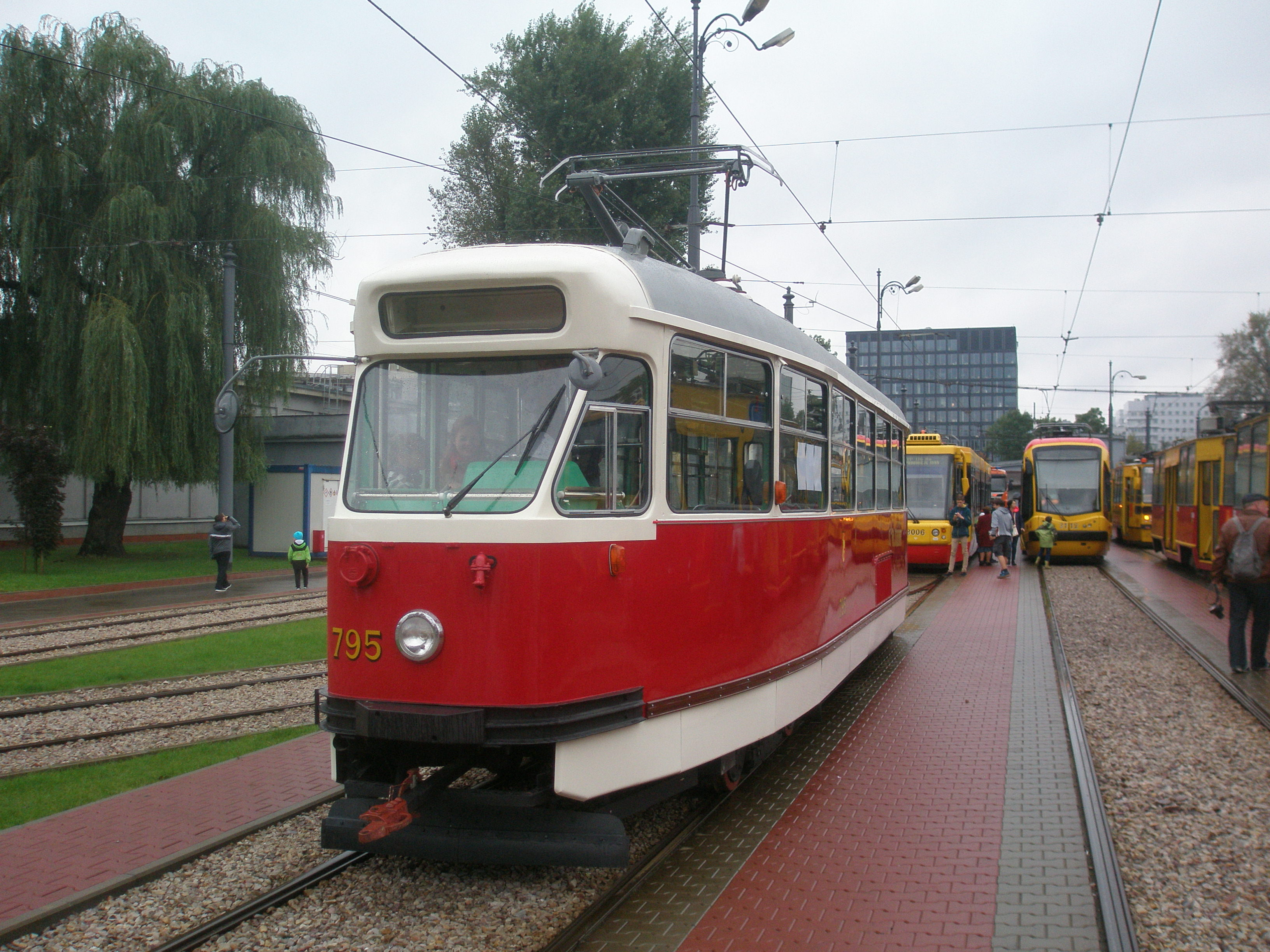
コンスタル13N